# Санкович, Горан
Горан Санкович (словен. Goran Sankovič; 18 июня 1979, Целе — 4 июня 2022, Целе) — словенский футболист, защитник. Играл за «Целе», «Славия (Прага)», «Акратитос» и «Паниониос».

## Биография
Начинал карьеру в словенском «Целе», в котором провёл 5 лет, сыграл 99 матчей и забил 2 гола. Помогал клубу в групповой стадии Кубка Интертото 1997 (2 из 5 место). В сезоне 2001/02 выступал за чешскую «Славию». Помог клубу стать семикратным обладателем Кубка Чехии и взять пятое место в чемпионате Чехии. В сезоне 2002/03 числился в составе греческого «Акратитоса», но не провёл ни одного официального матча. В сезоне 2003/04 выступал за другой греческий клуб, «Паниониос», провёл 1 матч.
За сборную Словении Горан провёл 5 матчей. Входил в состав сборной на чемпионате мира 2002, который проходил в Японии и Южной Корее.